# Kastenkopf
Der Kastenkopf (auch Westlicher Kastenkopf) ist ein 2129 m ü. NHN hoher Nebengipfel der Kastenköpfe in den Allgäuer Alpen. Er liegt im Rauhhornzug und ist der „Zwillingsgipfel“ der Kälbelesspitze (2135 m ü. NHN). Beide bilden den südlichen Abschluss des Kessels, in dem der Schrecksee liegt.
Auf den Kastenkopf führt kein markierter Weg. Er kann jedoch von der Lahnerscharte, über die der Jubiläumsweg führt, unschwierig auf Trittspuren bestiegen werden. Schwieriger und wegen des brüchigen Gesteins auch gefährlich ist der Gratübergang vom nördlich liegenden Kirchendach über die Kälbelesspitze (UIAA III).